# Antonio Llanos (poeta)
Antonio Llanos fue un poeta nacido en Santiago de Cali, Valle del Cauca,  Colombia, en 1905 y fallecido en 1978 después de vivir la mayor parte de su vida entre la enfermedad y la locura.
Estudió en el colegio San Luis Gonzaga y Mayor del Rosario, donde recibió su grado. Ejerció el periodismo, llegando a ser director del Diario del Pacífico y fundador, junto a otros poetas caleños, de la Revista de Occidente. Fue director durante un corto periodo de la Biblioteca del Centenario.
De su obra poética dan cuenta sus libros y su participación en el movimiento Piedra y cielo junto a los poetas Jorge Rojas y Eduardo Carranza. Si bien su poesía ha sido definida como mística, el rasgo más evidente es la temática del dolor y la soledad como parte del paisaje del Valle del Cauca, no obstante la belleza que le atribuye de manera similar a Jorge Isaacs. "Casa paterna", "Los amigos de infancia" y "Retorno a la infancia", son algunos de sus poemas más conocidos.
Llanos viajó por Centroamérica y visitó Chile, Perú y Madrid, donde fue cónsul de Colombia por algunos meses. 

## Obras
- Temblor bajo los ángeles (1942)
- Casa paterna (1950)
- La voz entre lágrimas (1950)
- Rosa secreta (1950)